# 永吉愛
永吉 愛（ながよし あい）は宮崎県出身のピアノ弾き語りシンガーソングライター。九州を中心に音楽活動を行っている。

## 略歴
3歳から母親にピアノを習い始め、小学校の頃から作詞作曲を始める。小学校4年から中学校、高校と8年間、合唱部に所属。高校2年生時に「みんなで歌おう!夢に逢いに行こうコンテスト」の優秀賞を獲得し、CM出演をする。これがきっかけで音楽活動を始める。宮崎学園高等学校、南九州短期大学卒業。
オリジナル曲の中の『一歩〜ippo〜』を自ら合唱曲に編曲し、合唱の名門宮崎学園高等学校合唱部の定期演奏会にて歌われる。
2013年、福岡にある音楽塾ヴォイスのオーディションに合格し、隔週のペースで通う（-2017年9月24日）。同年、石崎ひゅーいの前座をつとめた。
南九州短期大学に在学中には南九州大学の学園祭にも出演している。
2015年4月19日に初めてのワンマンライブを開催する。同年、東京の赤坂にてワンマンライブ開催。
2016年、南九州短期大学・英語コミュニケーションコースを卒業し、宮崎市在住で活動を続ける。九州を中心に活動するとともに、馬渡松子の下でピアノアレンジ講師を務めた（-2017年3月）。
2017年3月に国立音楽大学附属中学校・高等学校の高校合唱部にて自身のオリジナル曲『一歩〜ippo〜』の女声合唱が初演される。また同月、音脳リトミックの資格試験に合格。最年少、宮崎県内初の音脳リトミック講師となる。4月から宮崎サンシャインFMのラジオパーソナリティも務める。
9月12日に自身が作詞作曲、編曲した「一歩～ippo～」の合唱版本が出版。
10月からはラジオ番組「永吉愛とmusic♪」が放送スタート。
2018年1月、公式ファンクラブ「あいちゅうClub」が設立。3月にオリジナル曲『一歩～ippo～』が宮崎県立第一中学校の卒業式の歌となった。
5月にjazzヴォーカリストakikoのオープニングアクトをつとめる。
2019年3月6日、2nd mini album『I am Ai』をリリース。
2020年オペラ「赤毛のアン」キャストオーディションにて主役アン・シャーリーに選ばれる。
2022年音楽活動10周年を迎える。

## 受賞歴
- 2012年7月：「みんなで歌おう！夢に逢いに行こうコンテスト」優秀賞[1][3]
- 2014年3月：「サウンドラッシュMIYAZAKI」3位[1]
- 2014年3月：「宮崎アニソン・アイドルコンテスト『アニコネ』」ベストヴォーカリスト賞[1]
- 2016年2月：「Music Revolution宮崎大会」奨励賞
- 2016年2月：「唐津ジュニア音楽祭」奨励賞[8]

## 出演

### ラジオ
- ミッキーのフォークビレッジ（宮崎サンシャインFM）
- 泣き虫らじお（宮崎サンシャインFM）
- BOOMBOOMBOOM!（MRTラジオ）
- MUSIC ENTERTAINMENT MIYAZAKI（宮崎サンシャインFM）
- JOY FM公開生放送ライブin一ッ葉フリーマーケット（JOY FM）
- PERSONS（MRTラジオ）
- 由宇月と一緒にいってみんよう（MRTラジオ）
- Natural Hours（ゆふいんラヂオ）
- 耳が恋した（Joy FM）
- 福ミミらじお（RKKラジオ）

### 担当ラジオ
- サンシャインエフエム「ひるとも」木曜日パーソナリティ（宮崎サンシャインFM 2017年4月～2019年3月）
- 「永吉愛とmusic♪」（宮崎サンシャインFM 2017年10月～）

### テレビ
- みんなで歌おう！夢に逢いに行こうコンテスト
- Zipスマイルキャラバン
- 宮崎JUNK TV
- 新春じゃがサタスペシャル
- Sound Station Lennon
- 宮崎ケーブルテレビ「てげテレ」

## 関連文献
- 『タウンみやざき』2015年3月号、2017年6月号、2019年3月号
- 『サンシャインFM ON AIR』2017年4月～6月
- 『月刊Palm's』2017年6月号、2017年7月号
- 『宮崎日日新聞』2017年6月19日掲載